# Castro de Yecla la Vieja
Yecla la Vieja es un castro de origen vetón situado en el municipio español de Yecla de Yeltes, en la provincia de Salamanca, Castilla y León.
Está situado al sur del pueblo, en un promontorio sobre el arroyo Varlaña.
Es un yacimiento arqueológico de unas 5 hectáreas de superficie, delimitado por las gruesas y bien conservadas murallas y otras estructuras defensivas. Su origen se remonta al siglo V a. C., cuando los vetones poblaban la comarca. También se usó en época romana, y posteriormente, hasta la Alta Edad Media. Tras su abandono, en época de los Reyes Católicos se construyó en el recinto la ermita de la Virgen del Castillo, aún en pie y en uso.
Además de las murallas imponentes, destacan los petroglifos que decoran muchas de las piedras del amurallamiento, generalmente caballos, algunos con jinete. En el lado oeste del castro, extramuros, hay varias zonas de piedras hincadas verticalmente, posiblemente protección contra los asaltos de caballería, ya que ese es el flanco más abierto del asentamiento.

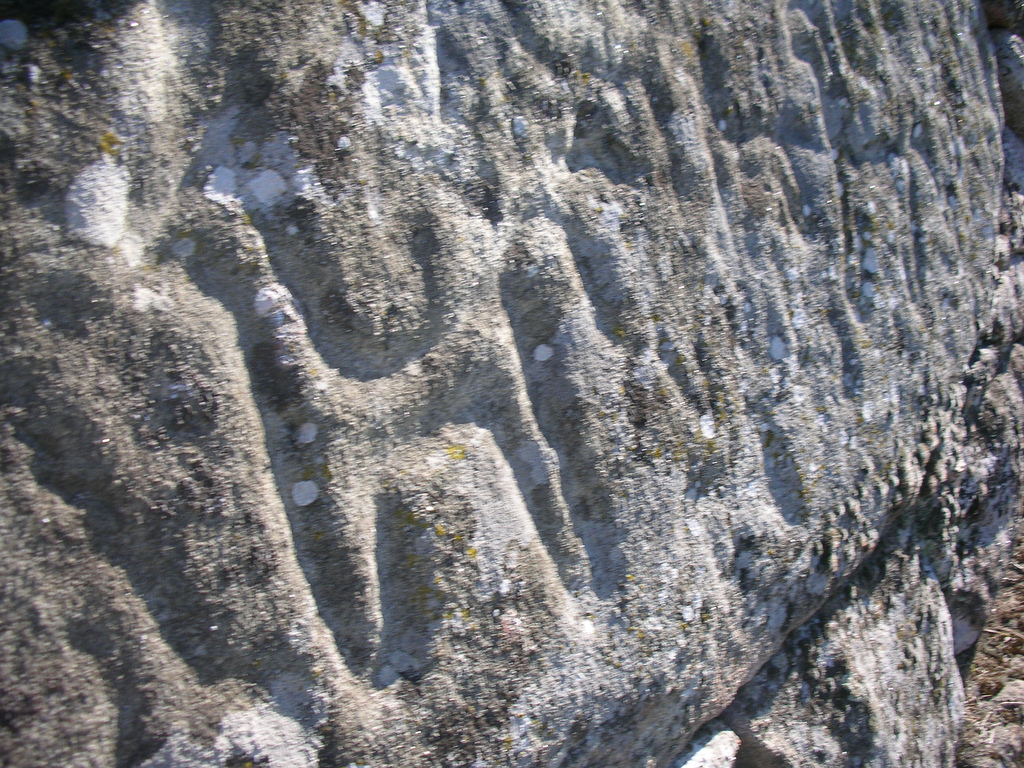
Petroglifos de caballos
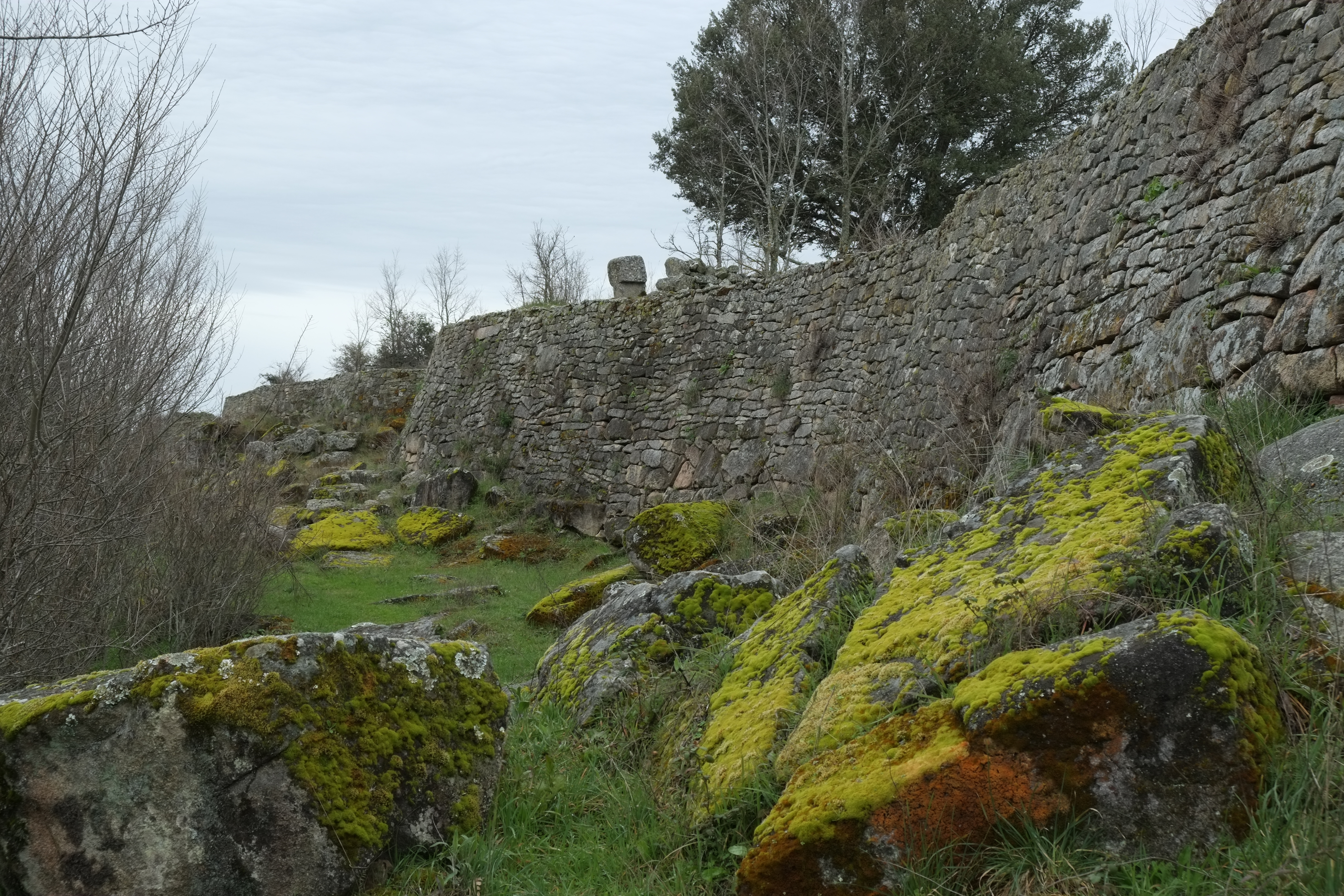
La muralla